# Boy in da Corner
Boy in da Corner é o álbum de estreia do músico britânico de grime e UK garage, Dizzee Rascal.
Boy In Da Corner de Dizzee Rascal ganhou o Mercury Prize de 2003, tornando-se o primeiro álbum de um rapper a ganhar o prêmio. No Metacritic, o álbum recebeu uma pontuação total de 92/100 (indicando "aclamação universal"). Em 2009, foi eleito o sexto melhor álbum de todos os tempos pela MTV Base.
O disco atingiu o número 23 no UK Albums Chart. Vendeu mais de 58 mil unidades nos Estados Unidos e mais de 250 mil cópias no mundo todo.
| Críticas profissionais                                                      | Críticas profissionais |
| Avaliações da crítica                                                       | Avaliações da crítica  |
| Fonte                                                                       | Avaliação              |
| --------------------------------------------------------------------------- | ---------------------- |
| Allmusic                                                                    | [ 8 ]                  |
| NME                                                                         | [ 9 ]                  |
| Pitchfork Media                                                             | [ 10 ]                 |
| Rolling Stone                                                               | [ 11 ]                 |
| Esta tabela precisa de ser acompanhada por texto em prosa. Consulte o guia. |                        |

## Lista de músicas
1. "Sittin' Here" – 4:05
2. "Stop Dat" – 3:40
3. "I Luv U" – 4:05
4. "Brand New Day" – 4:00
5. "2 Far" (participação de Wiley) – 3:07
6. "Fix Up, Look Sharp" – 3:44
7. "Cut 'Em Off" – 3:53
8. "Hold Ya Mouf'" (participação de God’s Gift) – 2:55
9. "Round We Go" – 4:13
10. "Jus' a Rascal" – 3:39
11. "Wot U On?" – 4:50
12. "Jezebel" – 3:36
13. "Seems 2 Be" – 3:46
14. "Live O" – 3:35
15. "Do It!" – 4:06
16. "Vexed" – 4:11 (faixa bônus, apenas EUA)